# Alt-Godesberg

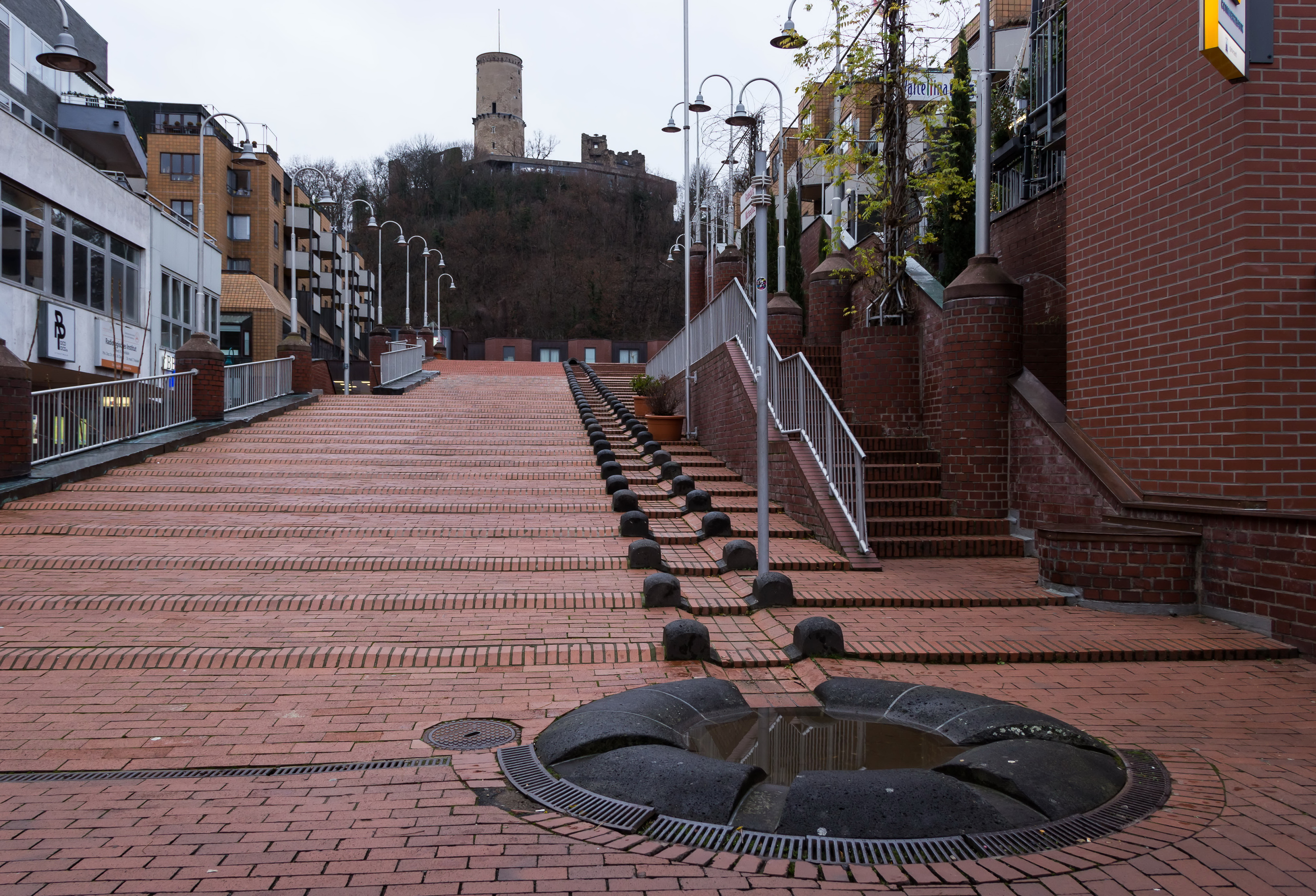
Freitreppe an den City-Terrassen, im Hintergrund die Godesburg

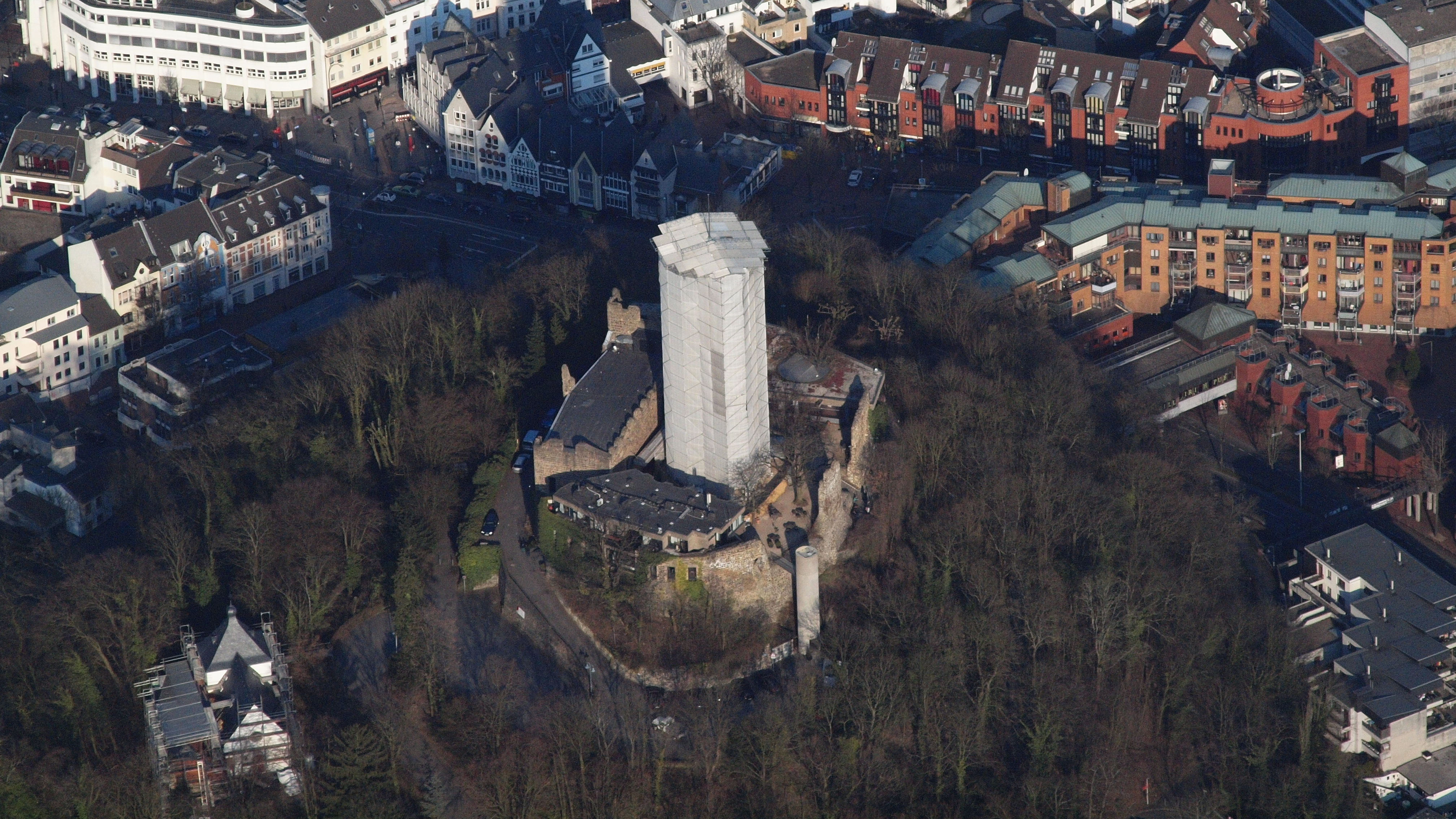
Die Godesburg während der Sanierung des Bergfrieds im April 2013

Alt-Godesberg ist die amtliche Bezeichnung des Ortsteils im Zentrum des Bonner Stadtbezirks Bad Godesberg. Er ist umgeben von den Bad Godesberger Ortsteilen Godesberg-Villenviertel im Osten, Rüngsdorf im Südosten, Pennenfeld und Muffendorf  im Süden, Heiderhof im Südwesten sowie Schweinheim im Westen. Der Ortsteil entspricht weitgehend den Statistischen Bezirken Godesberg-Zentrum und Godesberg-Kurviertel.
Von 1970 bis 1980 entstand nach Plänen des Architekten Gottfried Böhm und der Kölner dt8 Planungsgruppe das neue Altstadtzentrum Bad Godesberg (heute „City-Terrassen“). Dabei wurde der Burgberg der Godesburg unter anderem durch eine große Freitreppe, die beidseitig von einem Geschäfts- und Wohnkomplex flankiert wird, in das Stadtzentrum eingebunden. Für den Neubau des Altstadtzentrums und eine Straßenverbreiterung wurden im Rahmen der seinerzeitigen „Altstadtsanierung“ die zur historischen Altstadt gehörenden Häuser der Burgstraße abgebrochen; nur der damals vor dem Aufgang zur Burg stehende Fachwerkbau „Schwan'sches Haus“ wurde erhalten und an den Rand des Redoutenparks (Elisabethstraße 7) transloziert.

## Bauwerke (Auswahl)
- Godesburg
- Botschaft der Volksrepublik China mit Schloss Rigal (bis 1999 Botschaft; weiter durch China genutzt)
- Stadthalle Bad Godesberg
- Redoute (Bad Godesberg)
- Rigal’sche Kapelle
- Bahnhof Bonn-Bad Godesberg
- Bismarckturm
- St.-Marien-Kirche
- Schauspielhaus Bad Godesberg

## Ansichten

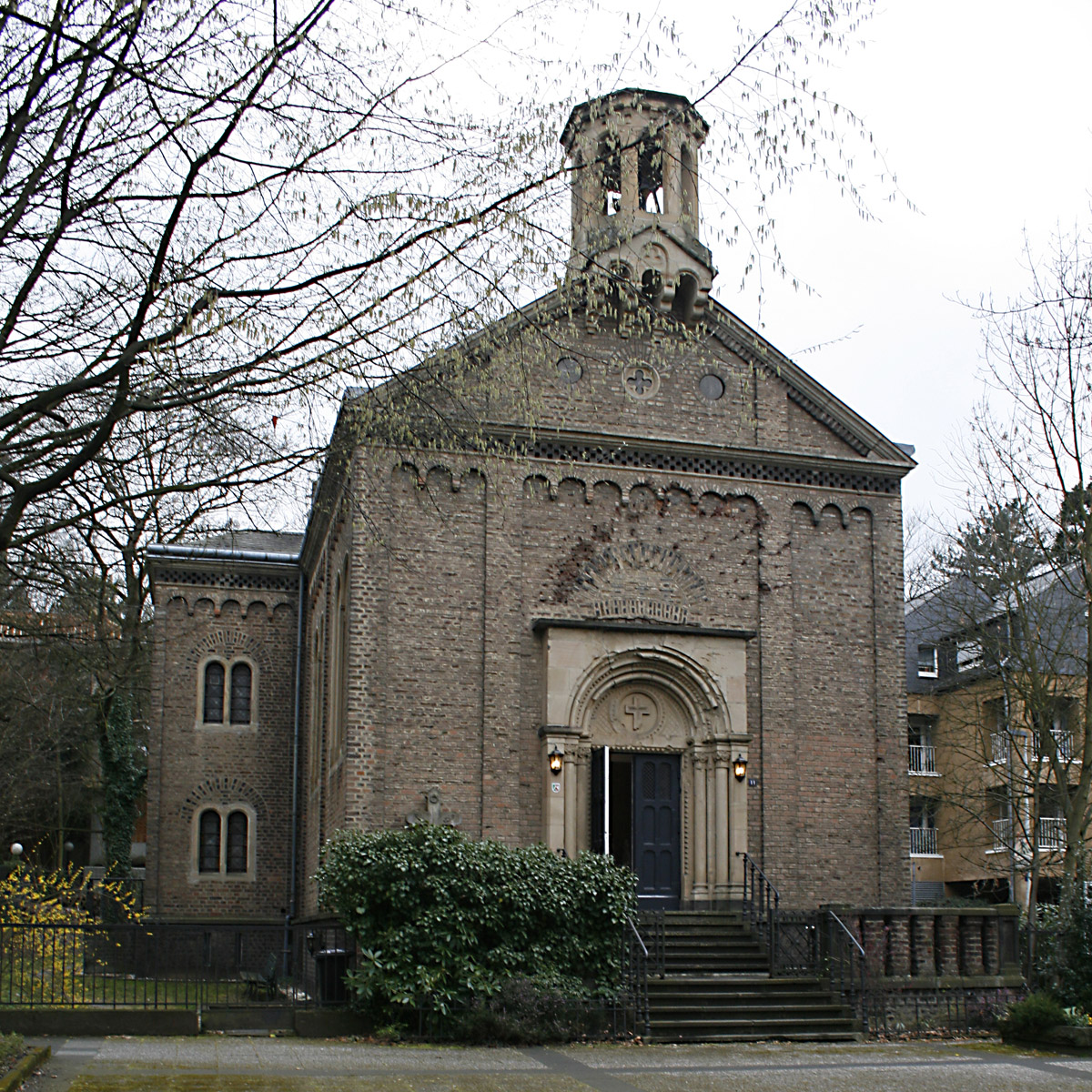
Die Rigal’sche Kapelle an der Bad Godesberger Kurfürstenallee
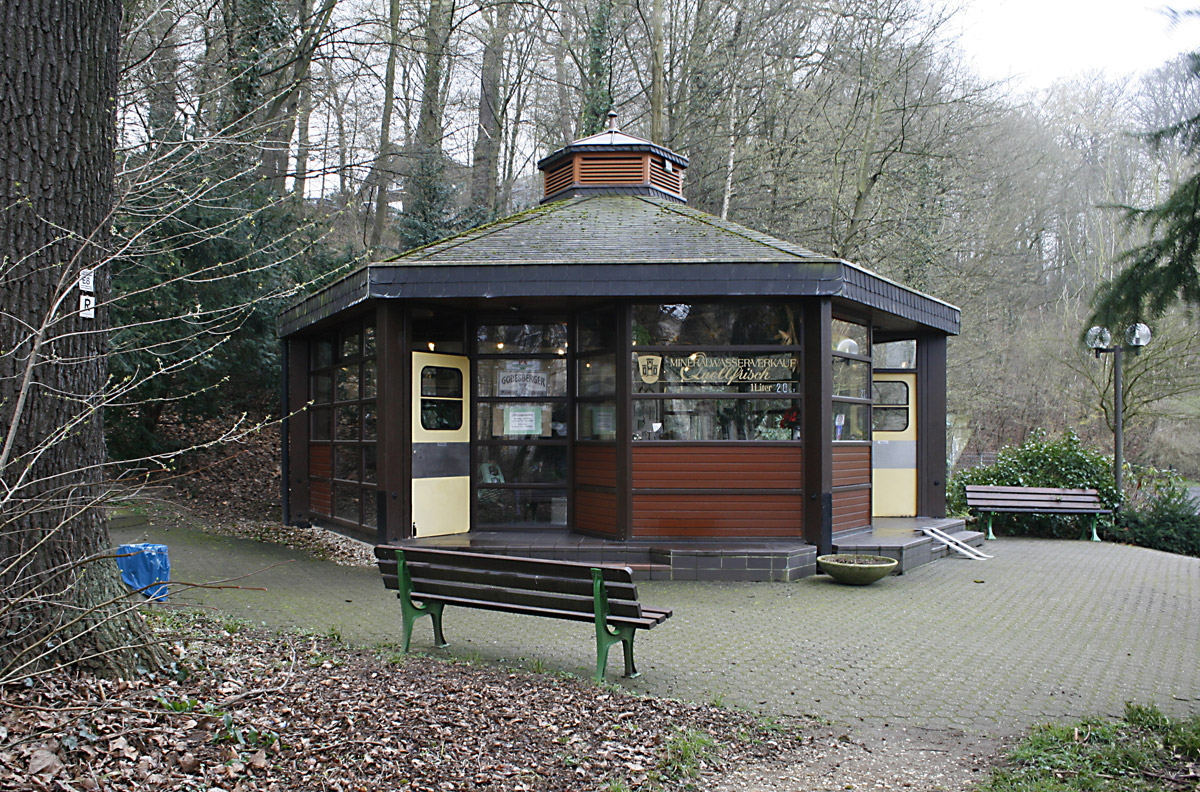
Trinkpavillon des Draitschbrunnens (Alt-Godesberger Kurfürstenquelle)